# Campeonato Europeo de Remo de 1932
El XXXIII Campeonato Europeo de Remo se celebró en Belgrado (Yugoslavia) en 1932 bajo la organización de la Federación Internacional de Sociedades de Remo (FISA).
En total se disputaron siete pruebas diferentes, todas ellas en la categoría masculina.

## Medallero
| Núm. | País           | Oro | Plata | Bronce | Total |
| ---- | -------------- | --- | ----- | ------ | ----- |
| 1    | Italia         | 2   | 4     | 0      | 6     |
| 2    | Hungría        | 2   | 1     | 0      | 3     |
| 3    | Yugoslavia     | 1   | 0     | 1      | 2     |
| 4    | Países Bajos   | 1   | 0     | 0      | 1     |
| 4    | Suiza          | 1   | 0     | 0      | 1     |
| 6    | Dinamarca      | 0   | 1     | 0      | 1     |
| 6    | Francia        | 0   | 1     | 0      | 1     |
| 8    | Checoslovaquia | 0   | 0     | 3      | 3     |
| 9    | Polonia        | 0   | 0     | 2      | 2     |
| 10   | Bélgica        | 0   | 0     | 1      | 1     |
|      | TOTAL          | 7   | 7     | 7      | 21    |